# Glossario del bilancio comunale
Questa voce raccoglie i principali termini che riguardano la comprensione dei bilanci pubblici dei comuni italiani.

## A

### Accertamento
È il momento in cui viene identificato il motivo e il titolo giuridico per cui il comune ha il diritto ad incassare una determinata somma di denaro.

### Acquisizione di beni immobili
È uno degli interventi della spesa in conto capitale. Include la spesa destinata all'acquisto di beni immobili, quali edifici, uffici, fabbricati o terreni. Per beni immobili si fa riferimento all'articolo 812 del Codice civile italiano.

### Acquisizione di beni mobili
È uno degli interventi della spesa corrente. Include la spesa che il Comune ha destinato all'acquisto di beni mobili, i quali sono definiti come tutti quei beni che non sono immobili, cioè che non sono in qualche modo uniti in modo permanente al suolo, come da definizione dell'articolo 812 del Codice civile italiano. Comunemente, si tratta di beni quali l'arredamento degli uffici o i mezzi di trasporto comunali (auto, autobus..).

### Acquisto di beni di consumo e/o materie prime
È uno degli interventi della spesa corrente. Include la spesa che il comune sostiene per l'acquisto di tutti i beni di consumo ad uso della gestione ordinaria dell'ente; per esempio si includono tutti gli acquisti di cancelleria, materiale da ufficio, e simili.

### Acquisto di beni specifici per realizzazioni in economia
È uno degli interventi della spesa in conto capitale. Include la spesa che il comune sostiene per l'acquisto, anche temporaneo, di beni necessari alla realizzazione di opere pubbliche; differisce dall'acquisizione di beni di consumo perché si tratta di una spesa correlata alla realizzazione di opere di lungo periodo.

### Addizionale comunale all'IRPEF
È un'imposta aggiuntiva rispetto a quelle già stabilite dallo Stato con la determinazione dell'IRPEF nazionale (Imposta sul Reddito delle Persone Fisiche), che il Comune stabilisce sul reddito dei propri residenti. L'aliquota si compone di una parte fissa per tutti i comuni, stabilita per legge nazionale, e una parte variabile, determinata dal Consiglio comunale, che permette di aumentare l'aliquota fino allo 0,8%, anche differenziandola per scaglioni di reddito. Rientra nel Titolo I delle Entrate - "Entrate tributarie", Categoria 2 - "Tasse".

### Alienazione di beni patrimoniali
È la categoria 1 delle Entrate derivanti da alienazioni, da trasferimenti di capitale e da riscossione di crediti. Include tutti i ricavi realizzati dalla vendita di beni mobili (es: automobili) ed immobili (palazzi, fabbricati) di proprietà del Comune, oppure anche solo la vendita del diritto ad utilizzare il bene a determinate condizioni e per un determinato scopo (un esempio è l'acquisto di diritti di usufrutto).

### Altri tributi
È la categoria 3 delle entrate tributarie, denominata "Tributi speciali ed altre entrate tributarie proprie". Oltre ad alcune voci comuni tra tutti gli enti locali, include principalmente tributi stabiliti su misura dal Consiglio Comunale. Include, ad esempio, il fondo di solidarietà comunale o i diritti sulle pubbliche affissioni.

### Ammortamenti di esercizio
È uno degli interventi della spesa corrente. Include le quote di ammortamento legate ai beni di proprietà dell'ente Comunale. L'ammortamento è un procedimento attraverso cui il valore di un bene viene ripartito tra vari esercizi (ovvero, anni) di vita del bene; in questo modo ogni anno solamente una quota di valore del bene concorre a determinare il risultato di esercizio e non il suo costo complessivo.

### Anticipazioni di cassa
È la categoria 1 delle Entrate da accensioni di prestiti. Sono somme di denaro che il Comune riceve quando chiede ad un soggetto terzo (solitamente una banca) un anticipo per poter far fronte nell'immediato ad un pagamento (solitamente verso un fornitore). L'anticipazione di cassa è possibile solamente nei limiti di 3 dodicesimi delle entrate accertate nel corso dell'anno precedente e viene restituita man mano che il Comune incassa le somme di denaro che gli sono dovute, entro al massimo la fine dell'anno in corso.

### Assunzione di mutui o prestiti
È la categoria 3 delle Entrate da accensioni di prestiti. Si tratta di somme di denaro che il Comune richiede ad un soggetto terzo (solitamente una banca) per finanziare spese ingenti e di lungo termine (cosiddette spese in conto capitale). Per la loro natura di lungo termine, vengono solitamente restituite nel corso di diversi anni, a differenza delle anticipazioni di cassa.

## B

### Bilancio comunale
È l'insieme dei documenti che regolano l'attività economico-finanziaria, ovvero la gestione delle entrate e delle spese, di un comune nel corso di un anno solare. Tra questi, due documenti hanno particolare rilevanza per il loro ruolo di autorizzazione e rendiconto delle entrate e delle spese annuali: il bilancio di previsione e il bilancio consuntivo.

### Bilancio di previsione
È il documento programmatico attraverso cui un comune autorizza le spese che i singoli assessorati potranno sostenere nel corso dell'esercizio e ne garantisce un'adeguata copertura finanziaria attraverso la programmazione delle entrate. Assieme al bilancio consuntivo, compone il bilancio comunale.

### Bilancio consuntivo
È il documento che, entro il 30 aprile di ogni anno, rendiconta ai cittadini e al Consiglio comunale come sono state impiegate le risorse comunali nel corso dell'anno e quali entrate sono state effettivamente incassate.

## C

### Compartecipazione IVA
È la quota di IVA che viene realizzata sul territorio comunale che lo Stato decide di restituire all'ente locale. Viene calcolata sulla base del gettito regionale e ripartita in accordo con la popolazione del singolo Comune.

### Canone Occupazione Suolo o Area Pubblica (C.O.S.A.P.)
È un canone annuale che viene pagato da tutti coloro che occupano permanentemente o temporaneamente un'area pubblica quali strade, piazze o corsi. Ne sono un esempio i chioschi, ma anche spazi occupati per manifestazioni politiche e culturali; tubature, cavi e altri lavori; arredo urbano.

### Concessioni di crediti e anticipazioni
È uno degli interventi della spesa in conto capitale. Include somme di denaro che il comune ha prestato a soggetti terzi, dietro promessa di rimborso. Ad esempio, è la spesa che il comune sostiene nel caso in cui abbia la necessità di versare ad aziende partecipate o speciali, somme di denaro per l'appianamento di eventuali squilibri finanziari.

### Conferimenti di capitale
È uno degli interventi della spesa in conto capitale. Include la spesa che il Comune sostiene per conferire capitale sociale in aziende esterne all'ente comunale, alle quali partecipa in qualità di socio, come nel caso di aziende partecipate o aziende speciali.

### Contabilità pubblica
È l'insieme di tutte le attività di gestione finanziaria e patrimoniale degli enti pubblici, gli strumenti adoperati per effettuarla e i controlli di regolarità, efficacia ed efficienza di tali gestioni, oltre che le responsabilità giuridiche che gravano su coloro che gestiscono le risorse pubbliche.

### Contributi e trasferimenti correnti dallo Stato
È la categoria 1 delle entrate derivanti da contributi e trasferimenti correnti; include tutte le somme di denaro che lo Stato trasferisce, per diverse ragioni, al Comune per contribuire alle spese di funzionamento dell'ente.

### Contributi e trasferimenti correnti dalla Regione
È la categoria 2 delle entrate derivanti da contributi e trasferimenti correnti; include tutte le somme di denaro che la Regione trasferisce, a diverso titolo, al Comune. In particolare si differenzia in contributi versati a specifica destinazione per finanziare le spese per il personale e in contributi regionali per il rimborso di rate di mutui contratti dall'ente.

### Contributi e trasferimenti correnti dalla Regione per funzioni delegate
È la categoria 3 delle entrate derivanti da contributi e trasferimenti correnti; include tutte le somme di denaro che la Regione trasferisce al Comune per permettergli di svolgere determinati compiti che la Regione stessa ha delegato all'ente locale, in aggiunta alle funzioni amministrative proprie.

### Contributi e trasferimenti da parte di organismi comunitari e internazionali
È la categoria 4 delle entrate derivanti da contributi e trasferimenti correnti; sono tutti i finanziamenti che il Comune riceve, a vario titolo, dall'Unione europea e da altri enti internazionali, per la realizzazione di specifici progetti, eventi o manifestazioni.

### Contributi e trasferimenti correnti da altri enti del settore pubblico
È la categoria 5 delle entrate derivanti da contributi e trasferimenti correnti; include tutte le somme di denaro che il Comune riceve da altri enti del settore pubblico italiano, quali le Province, l'INPS o, nel caso di Unioni di Comuni, da altri Comuni appartenenti all'unione.

### Consiglio comunale
È l'assemblea pubblica rappresentativa di ogni comune, a cui spetta il potere legislativo a livello locale. È composto dal Sindaco e da un numero variabile di consiglieri, eletti direttamente dalla popolazione residente.

## D

### Deliberazione
È l'atto giuridico (decisione) imputabile ad un collegio di persone, quali il Consiglio comunale o la Giunta.

### Debito fuori bilancio
Sono debiti contratti dall'ente che non vengono iscritti a bilancio in quanto legati a particolari situazioni che coinvolgono anche altri istituti o aziende pubbliche.

### Diritti sulle pubbliche affissioni (DPA)
È un tributo che viene pagato sulle affissioni nel territorio comunale. Si differenzia dall'imposta comunale sulla pubblicità perché concerne solamente affissioni di carattere non commerciale. Si colloca nella categoria 3 "Tributi speciali ed altre entrate tributarie proprie" delle entrate tributarie.

## E

### Economia
È sinonimo di risparmio nel contesto del bilancio comunale. Costituiscono infatti "economia" la cancellazione o riduzione di impegni iscritti nel bilancio di previsione a fronte della mancata finalizzazione dell'obbligazione che aveva fatto sorgere la voce di spesa. 
Costituiscono inoltre economia la cancellazione di eventuali residui passivi iscritti nel rendiconto di gestione e cancellati in seguito all'eliminazione o riduzione del loro valore.

### Emissione di prestiti obbligazionari
È la categoria 4 delle entrate derivanti da accensioni di prestiti. È infatti una modalità di finanziamento di lungo termine, mediante la quale il Comune raccoglie le somme di denaro che gli sono necessarie attraverso l'emissione di obbligazioni. Il Comune "vende" quote di prestito a soggetti terzi (investitori), con la promessa di restituire la somma di denaro prestata più una quota di interesse nel corso degli anni.

### Entrata
È una delle due componenti fondamentali in cui si articola il bilancio comunale, assieme alla spesa. Le entrate rappresentano le risorse finanziarie a disposizione dell'ente per l'anno di riferimento. Si dividono, in entrate in conto corrente, tra cui: entrate tributarie (tasse e tributi); entrate da trasferimenti e contributi da parte di altri enti pubblici; entrate extratributarie (proventi derivanti da altre attività); ed entrate in conto capitale, tra cui: entrate derivanti da alienazioni, da trasferimenti di capitale e da riscossione di crediti; entrate derivanti da mutui e prestiti; ed infine le entrate da servizi per conto terzi.

### Entrate tributarie
È il titolo I delle entrate; è la sommatoria di tutte le imposte e le tasse che il Comune riscuote nel corso dell'anno. Le imposte si riferiscono ad un prelievo coattivo di ricchezza dal cittadino contribuente, che non è connesso ad una specifica prestazione da parte dell'ente comunale; viceversa le tasse vengono riscosse a fronte di uno specifico servizio di cui il cittadino ha usufruito.

### Entrate derivanti da contributi e trasferimenti correnti dello Stato, della Regione e altri Enti Pubblici
È il titolo II delle Entrate; è la sommatoria di tutti i contributi che il Comune riceve dallo Stato, dalla Regione o da altri enti pubblici.

### Entrate extratributarie
È il titolo III delle Entrate; è dato dalla sommatoria delle entrate che il Comune realizza nel corso dell'anno e che non dipendono dal versamento di tasse e imposte da parte dei cittadini. Includono i proventi da servizi pubblici, i proventi da beni dell'ente, gli interessi su anticipazioni o crediti, gli utili da aziende partecipate, altre entrate extratributarie.

### Entrate derivanti da alienazioni, da trasferimenti di capitale e da riscossione di crediti
È il titolo IV delle entrate; è la sommatoria delle entrate che il Comune realizza nel corso dell'anno per la vendita di immobili o i trasferimenti di capitali per investimenti di lungo periodo, solitamente pluriennali. Per investimenti si intende la costruzione di infrastrutture, quali strade, impianti comunali, piscine, teatri, biblioteche... Fa parte delle cosiddette entrate in conto capitale.

### Entrate derivanti da accensione di prestiti
È il titolo V delle Entrate; è la sommatoria di tutte le entrate che il Comune riceve in seguito all'accensione di prestiti con altri enti. Include le anticipazioni di cassa, i finanziamenti a breve termine, le assunzioni di mutui e prestiti, l'emissione di prestiti obbligazionari.

### Entrate da servizi per conto terzi
È il titolo VI delle Entrate; è la sommatoria di entrate quali, le cauzioni o i depositi versati da soggetti terzi, che per loro natura vengono restituite nel corso dell'anno. Per questo motivo le entrate per conto terzi sono sempre uguali alle spese per conto terzi. Il Comune incassa la cauzione per l'uso di un immobile nel corso dell'anno, e la restituisce allo stesso soggetto al termine dell'anno o del periodo di uso dell'immobile.

### Esercizio
È l'unità temporale di riferimento del bilancio comunale e corrisponde ad un anno solare (1º gennaio - 31 dicembre).

### Esercizio provvisorio
È la durata della gestione provvisoria, che viene istituita in caso di ritardi nell'approvazione del bilancio di previsione da parte del Consiglio comunale.

### Espropri e servitù onerose
È uno degli interventi della spesa in conto capitale. Include la spesa che il comune sostiene nel caso in cui abbia la necessità di acquistare beni o diritti su beni, a titolo di esproprio o servitù onerosa.

### Equilibrio di bilancio
È l'obbligo di pareggio tra il totale delle entrate e il totale delle spese iscritte nel bilancio di previsione, a cui si aggiunge l'obbligo di coprire le spese correnti (ovvero di gestione) con le sole entrate correnti (Entrate tributarie, Entrate derivanti da trasferimenti, Entrate extratributarie).

## F

### Finanziamenti a breve termine
È la categoria 2 delle entrate derivanti da accensioni di prestiti. Si tratta, infatti, di somme di denaro che il Comune richiede ad un soggetto terzo (solitamente una banca) per finanziare spese proprie. Essendo a breve termine, la scadenza per la loro restituizione è solitamente di 18 mesi.

### Fondo di solidarietà comunale
È un fondo istituito dalla legge n. 228 del 2012, è alimentato con una quota dell'imposta municipale propria (IMU), di spettanza dei comuni.

### Funzione
Sono l'insieme delle aree all'interno delle quali si svolgono le attività del Comune. Sia la spesa in conto capitale che la spesa in conto corrente vengono suddivise in funzioni. Dal lato della spesa corrente, gli stanziamenti servono per pagare l'erogazione del servizio e il funzionamento dell'ufficio preposto a tale compito; dal lato della spesa in conto capitale, gli stanziamenti servono a finanziare le infrastrutture necessarie ed eventuali interventi di manutenzione.

#### Funzioni generali di amministrazione, gestione e controllo
È la sommatoria di tutte le spese sostenute per gli uffici che coordinano le attività interne dell'ente comunale (es. la Tesoreria o la Segreteria generale e i Servizi di organizzazione e gestione del personale), tra cui anche l'anagrafe comunale. Si divide in:
- Organi istituzionali: tutte le spese che il Comune sostiene per il funzionamento degli organi istituzionali, quali il Consiglio comunale e la Giunta. Sono incluse le indennità e i gettoni di presenza pagati ai consiglieri comunali.
- Amministrazione (altre): tutte le spese per la Segreteria generale, personale e di organizzazione; per gli uffici incaricati della gestione economico-finanziaria, della programmazione e del controllo di gestione; della gestione delle entrate tributarie e servizi fiscali; della gestione dei beni demaniali e patrimoniali; per l'ufficio tecnico comunale; per l'ufficio anagrafe, stato civile, leva militare e servizio statistico e per tutti gli altri servizi generali necessari al Comune per lo svolgimento delle sue attività principali.

#### Funzioni nel settore sociale
È la sommatoria delle spese che il Comune sostiene per l'erogazione dei servizi sociali ai suoi cittadini, incluse le spese per la manutenzione o la costruzione di strutture adeguate a tale scopo, come asili nido, residenze per anziani o centri di prevenzione.
- Asili nido, servizi per l'infanzia e i minori: è la sommatoria della spesa stanziata dal Comune per sostenere gli asili nido pubblici ed eventuali finanziamenti a strutture private. Include anche tutti i servizi di tutela per l'infanzia e i minori, come i centri di assistenza.
- Servizi di prevenzione e riabilitazione: è la sommatoria della spesa stanziata dal Comune a favore dei servizi di prevenzione e riabilitazione offerti sul territorio.
- Strutture residenziali e di ricovero per anziani: è la sommatoria della spesa stanziata dal Comune per le strutture residenziali e di ricovero per gli anziani residenti sul territorio.
- Assistenza, beneficenza pubblica e servizi diversi alla persona: è la sommatoria della spesa stanziata dal Comune a favore di interventi di carattere sociale sul territorio e la prestazione di servizi annessi, non rientrati nelle precedenti voci della funzione sociale.
- Servizio necroscopico e cimiteriale: è la sommatoria della spesa stanziata dal Comune per il servizio necroscopico e cimiteriale offerto dall'ente locale e la manutenzione degli spazi necessari.

#### Funzioni riguardanti la gestione del territorio e dell'ambiente
È la sommatoria delle spese che il Comune sostiene per gli interventi sul proprio territorio, a favore dell'ambiente e per la manutenzione degli spazi comuni; si includono anche servizi di prevenzione come la protezione civile, e l'erogazione di servizi quali la raccolta dei rifiuti o il servizio idrico. Sono inoltre conteggiate dal lato della spesa in conto capitale tutti gli interventi per la manutenzione, l'allargamento e la costruzione degli impianti e delle infrastrutture necessarie.
- Urbanistica e territorio: è la sommatoria della spesa stanziata dal Comune per gli uffici preposti all'urbanistica e al governo del territorio. Tra i compiti principali, la stesura del Piano di Governo del Territorio comunale e la pianificazione delle aree edificabili.
- Edilizia pubblica: è la sommatoria della spesa destinata all'edilizia pubblica, sia per il funzionamento degli uffici e l'offerta di agevolazioni economiche ai cittadini in stato di bisogno, che per la manutenzione e costruzione di strutture apposite.
- Protezione civile: è la sommatoria della spesa destinata al sostegno dei gruppi di protezione civile locale, inclusa l'eventuale costruzione o affitto di locali destinati a tali attività.
- Servizio idrico: è la sommatoria della spesa destinata alla gestione del servizio idrico locale, acquedotti, impianti di erogazione e tubature locali. Si tratta tuttavia di servizi che sono spessi erogati da aziende speciali o partecipate.
- Rifiuti: è la sommatoria della spesa destinata al servizio di raccolta rifiuti, ma anche alla manutenzione degli impianti necessari per la raccolta e lo smaltimento degli stessi (es. discariche o inceneritori locali).
- Parchi: è la sommatoria della spesa destinata alla manutenzione del verde presente sul territorio (es. personale, quali giardinieri) e all'installazione di arredo urbano (es. parco giochi per i bambini).

#### Funzioni nel campo della viabilità e dei trasporti
È la sommatoria delle spese che il Comune sostiene per garantire i servizi di trasporto pubblico locale, ma anche per garantire i servizi e le infrastrutture necessarie per la circolazione dei mezzi privati e i pedoni
- Viabilità: è la sommatoria delle spese destinate alla manutenzione della viabilità stradale, incluse aree pedonali e ciclabili; si tratta ad esempio di interventi destinati al ridisegno delle strade, alla costruzione di infrastrutture, come rotonde o ponti, all'installazione del necessario arredo urbano, come semafori o cartelli stradali.
- Trasporti pubblici: è la sommatoria della spesa destinata al trasporto pubblico locale, qualora questo non sia gestito da società esterne, speciali o partecipate le quali redigono un bilancio separato da quello dell'ente. Includono sia il personale addetto al trasporto urbano, ma anche l'acquisto di mezzi di trasporto, come gli autobus.
- Illuminazione pubblica: è la sommatoria della spesa destinata agli impianti di illuminazione pubblica, quali i lampioni presenti sulle strade comunali. Include sia la spesa per l'acquisto dei beni necessari, che per il personale addetto alla sua manutenzione.

#### Funzioni di istruzione pubblica
È la sommatoria delle spese di competenza del Comune per quanto riguarda i servizi scolastici (esclusi gli asili nido) e la manutenzione degli stabili di sua proprietà. Include, in particolare, i costi per la gestione del servizio mensa o per il trasporto scolastico locale.
- Scuola materna: è la sommatoria della spesa destinata alle scuole materne presenti sul territorio, incluso l'acquisto di nuove infrastrutture per il miglioramento del servizio offerto.
- Istruzione elementare: è la sommatoria della spesa destinata alle scuole elementari presenti sul territorio, inclusi l'organizzazione di manifestazioni e tornei locali, o la manutenzione dei locali scolastici, se di proprietà del Comune.
- Istruzione media: è la sommatoria della spesa destinata alle scuole medie presenti sul territorio, inclusi l'organizzazione di manifestazioni e tornei locali, o la manutenzione dei locali scolastici, se di proprietà del Comune.
- Istruzione secondaria superiore: è la sommatoria della spesa destinata alle scuole di istruzione secondaria superiore presenti sul territorio, inclusi l'organizzazione di manifestazioni e tornei locali, o la manutenzione dei locali scolastici, se di proprietà del Comune
- Assistenza, trasporto, mense: è la sommatoria della spesa destinata all'erogazione di servizi complementari a quelli scolastici, quali l'assistenza (es. i dopo scuola o i centri estivi), il trasporto scolastico locale (es. scuolabus) e il servizio mensa.

#### Funzioni relative alla cultura e ai beni culturali
È la sommatoria delle spese che il Comune sostiene per la promozione di attività culturali sul suo territorio e per la costruzione e manutenzione degli edifici in cui queste hanno luogo (teatri, biblioteche e musei).
- Biblioteche e musei: è la sommatoria della spesa che il Comune ha deciso di destinare ai servizi bibliotecari e museali presenti sul territorio; si include il pagamento del personale addetto, l'acquisto di libri o altro materiale necessario, la costruzione e manutenzione dei locali, l'organizzazione di eventi e la relativa promozione.
- Teatri: è la sommatoria della spesa che il Comune ha deciso di destinare ai teatri presenti sul territorio; si include il pagamento del personale addetto, la costruzione e manutenzione dei locali, l'organizzazione di eventi e la relativa promozione.

#### Funzioni nel settore sportivo e ricreativo
È la sommatoria delle spese che il Comune sostiene per l'erogazione di servizi sportivi (es: corsi pubblici) ma anche per la manutenzione e la costruzione di impianti sportivi comunali e il sostegno o l'organizzazione di manifestazioni sportive locali.
- Piscine comunali: è la sommatoria della spesa che il Comune sostiene per la manutenzione o l'eventuale costruzione della piscina comunale, se presente. Include sia i costi di funzionamento ordinario, come il personale o l'acquisto del materiale necessario (salvagenti, giochi...) che interventi di manutenzione straordinaria degli stessi (ristrutturazioni, allargamenti...).
- Stadi e altri impianti: è la sommatoria della spesa che il Comune sostiene per la manutenzione o l'eventuale costruzione degli impianti sportivi comunali di qualsiasi tipo, se presenti sul territorio. Include sia i costi di funzionamento ordinario, come il personale o l'acquisto del materiale necessario per le diverse attività sportive, che interventi di manutenzione straordinaria degli stessi impianti (ristrutturazioni, allargamenti...).
- Manifestazioni sportive: È la sommatoria della spesa che il Comune sostiene nel caso in cui intenda organizzare manifestazioni sportive di qualsiasi genere. Include tutti i costi che il Comune sostiene per l'organizzazione dell'evento, incluso il personale e la promozione.

#### Funzioni nel campo turistico
È la sommatoria delle spese che il Comune sostiene per la promozione del turismo locale, incluse eventuali aziende di promozione e attività ad esse connesse.

#### Funzioni nel campo dello sviluppo economico
È la sommatoria delle spese che il Comune sostiene per favorire lo sviluppo economico locale di tutte le attività produttive o commerciali presenti nel suo territorio. Si includono eventuali spese per affissioni o pubblicità sul territorio, l'organizzazione di mercati, fiere e altre manifestazioni. Inoltre, il Comune può scegliere di destinare specifiche quote di spesa per promuovere i servizi relativi alle diverse aree di sviluppo economico, quali l'industria, l'artigianato, il commercio o l'agricoltura.

#### Funzioni relative a servizi produttivi
È la sommatoria di eventuali spese che il Comune sostiene per alcuni servizi di produzione che possono essere offerti dall'ente comunale, sebbene siano spessi esternalizzati ad altre aziende. Si includono i servizi di distribuzione del gas, le centrali del latte, i servizi di teleriscaldamento, di distribuzione dell'energia elettrica e le farmacie comunali.

#### Funzioni di polizia locale
È la sommatoria di tutta la spesa che il Comune destinata alla polizia locale, incluso l'acquisto di beni, come automobili o strutture adeguate per gli uffici, e la manutenzione degli stessi.

#### Funzioni relative alla giustizia
È la sommatoria di tutta la spesa che il Comune sostiene per gli uffici giudiziari presenti sul territorio locale.

## G

### Gestione provvisoria
È avviata dal Consiglio comunale per un periodo massimo di due mesi, nel caso in cui il bilancio di previsione non venga approvato entro il termine stabilito del 31 dicembre. Nella gestione provvisoria, la Giunta è autorizzata a prevedere flussi di entrata e di spesa mensili pari ad un dodicesimo di quelli previsti nel bilancio di previsione dell'anno precedente.

### Giunta comunale
È l'organo esecutivo di un comune, in accordo a quanto stabilito dal T.U.E.L., ed è composto da un numero variabile di assessori e dal sindaco.

## I

### Impegno
È il momento in cui l'ente comunale si assume l'impegno di pagare, in futuro, una determinata somma di denaro. L'impegno sorge sia per vincoli giuridici (firma di un contratto), sia per decisione del Consiglio comunale di stanziare una determinata somma di denaro a copertura di una spesa futura (ad esempio: possibili spese per materiale d'ufficio o costruzione di opere pubbliche). È la fase di inizio del ciclo della spesa, che procede con la liquidazione e il pagamento.

### Imposta
È la categoria 1 delle entrate tributarie. Si compone di tutte le entrate che i cittadini sono chiamati a versare al Comune sotto forma di imposta, ovvero come contributo generico alle spese dell'amministrazioni locale. Tra le imposte si trovano, l'imposta di scopo, l'imposta di soggiorno per comuni località turistiche, l'imposta comunale sulla pubblicità, le imposte sull'abitazione e le varie addizionali e compartecipazioni.

### Imposta comunale sulla pubblicità (ICP)
È pagata da tutti coloro che affiggono insegne, manifesti, cartelloni o altro sul territorio comunale. È calcolata sulla base delle dimensioni dell'affissione e sulla classe di appartenenza del Comune, che a sua volta è determinata dal numero di abitanti (nei Comuni più grandi, l'imposta è più elevata). È iscritta nelle entrate tributarie.

### Imposta di scopo (ISCOP)
È deliberata dal Consiglio Comunale al preciso scopo di raccogliere i fondi necessari a finanziare il 30% di un'opera che il Comune intende realizzare per i suoi cittadini, come interventi nell'ambito dei trasporti urbani, di arredo pubblico, restauro o conservazione di beni.... È iscritta nelle entrate tributarie.

### Imposte di soggiorno comuni località turistiche
È pagata da tutti coloro che soggiornano nelle strutture ricettive di comuni classificati come "città d'arte" o "località turistiche" dallo Stato. È iscritta nelle entrate tributarie.

### Imposta su abitazione (IMU)
È la somma di tutte le imposte versate sull'abitazione principale e su tipologie di immobili diverse come fabbricati, seconde case o altri immobili ad uso commerciale, artigianale ed industriale. L'aliquota dipende in parte dalla legislazione nazionale che fissa la percentuale minima, in parte dal Consiglio Comunale che stabilisce di anno in anno eventuali maggiorazioni o esenzioni per i propri cittadini.

### Imposte e tasse
È uno degli interventi della spesa corrente. Include la spesa che il Comune sostiene per pagare imposte e tasse verso soggetti terzi, derivanti dallo svolgimento di attività proprie del Comune (Es. eventuali acquisti di marche da bollo).

### Incarichi professionali esterni
È uno degli interventi della spesa in conto capitale. È la sommatoria della spesa destinata al pagamento di professionisti esterni all'ente comunale che vengono assunti per lo svolgimento di attività necessarie all'ente, per le quali non ci sono competenze interne adeguate (ad esempio perché si tratta di compiti molto specializzati).

### Interessi su anticipazioni e crediti
È la categoria 3 delle entrate extratributarie. Include gli interessi attivi che il Comune riceve da enti terzi ai quali ha anticipato somme di denaro o ai quali ha concesso di pagare in ritardo somme di denaro a titolo di credito. Il ritardo nel pagamento fa maturare interessi a favore dell'ente locale.

### Intervento
È il più piccolo livello di dettaglio in cui si suddivide la spesa comunale. Indica la destinazione finale della spesa, ovvero il motivo per il quale il Comune ha speso una determinata somma di denaro. Può trattarsi di spesa per il personale, per l'acquisto di prestazioni da soggetti esterni, per il finanziamento di altri soggetti, per l'acquisto del materiale necessario.

#### Interessi passivi e oneri finanziari
È uno degli interventi della spesa corrente. È il totale della spesa che il Comune sostiene per gli interessi maturati sui mutui accesi nel corso degli anni precedenti e che ancora vengono rimborsati. Include anche altri oneri finanziari, come il pagamento degli interessi su prestiti obbligazionari emessi dall'ente.

## L

### Liquidazione
È il momento in cui viene determinata, grazie all'emissione di fattura da parte del fornitore, la cifra certa che l'ente comunale dovrà pagare per il bene o il servizio acquistato. È la fase successiva all'impegno e precedente il pagamento.

## O

### Oneri straordinari della gestione corrente
È uno degli interventi della spesa corrente. Include tutte le spese impreviste che il comune si trova ad affrontare e che difficilmente possono essere previste ad inizio anno; per questo motivo, il comune accantona dei fondi destinati alla copertura di queste spese non prevedibili e non ripetibili.

## P

### Pagamento
È il momento in cui la Tesoreria comunale provvede al pagamento di una determinata somma di denaro ad un fornitore in seguito ad emissione della relativa fattura. Al pagamento corrisponde un'effettiva uscita di denaro dalle casse comunali. È la fase che chiude il ciclo della spesa, ed è preceduta dalla liquidazione e prima ancora dall'impegno.

### Partecipazioni azionarie
È la sommatoria della spesa che il Comune ha destinata ad investimenti finanziari, come l'acquisto di azioni in altre società. Rientra nella spesa in conto capitale in quanto si tratta di somme di denaro che vengono investite, solitamente, per periodi di tempo piuttosto lunghi.

### Personale
È uno degli interventi della spesa corrente. È il totale della spesa che il Comune sostiene per la retribuzione di tutti i suoi dipendenti, incluso il versamento dei contributi previdenziali, gli straordinari ed eventuali incentivi.

### Piano esecutivo di gestione (PEG)
È uno dei documenti allegati al bilancio di previsione; in particolare svolge una funzione di ulteriore dettaglio delle spese, attribuendo per ciascuna unità organizzativa le risorse monetarie, umane e tecnologiche a disposizione per il raggiungimento di determinati obiettivi.

### Prestazioni di servizi
È uno degli interventi della spesa corrente. È la sommatoria della spesa che il Comune sostiene per eventuali prestazioni di servizi da parte di soggetti terzi rispetto all'ente comunale. Si tratta di servizi che l'ente comunale deve garantire ai cittadini (es. la raccolta di rifiuti) e che decide di acquistare da soggetti terzi.

### Proventi dei servizi pubblici
È la categoria 1 delle entrate extratributarie; è la sommatoria di tutti i proventi che l'ente comunale realizza grazie all'erogazione di servizi pubblici ai cittadini, i quali pagano una tariffa per usufruirne. Includono, ad esempio, i proventi ricavati dalla vendita dei biglietti per il trasporto urbano, dalle mense scolastiche, dalle piscine o altri impianti sportivi comunali, manifestazioni turistiche, asili nido, servizi sociali di assistenza.

### Proventi di beni dell'ente
È la categoria 2 delle entrate extratributarie. È la sommatoria di tutti i proventi che l'ente comunale realizza dall'affitto o concessione di propri immobili e spazi, quali anche strade, sale ed aree pubbliche.

### Proventi diversi
È la categoria 5 delle entrate extratributarie. Include tutti i proventi che non possono essere inseriti nelle categorie precedenti; ad esempio i rimborsi per personale "in prestito" presso il Comune, ma in realtà impiegato in altri enti pubblici (personale comandato o in convenzione), oppure voci di regolarizzazione della contabilità complessiva dell'ente.

## R

### Residuo attivo
È un'entrata accertata (ovvero iscritta nel bilancio di previsione) ma successivamente non riscossa. Se plausibile che la sua riscossione avvenga nel corso dell'esercizio successivo, l'importo (eventualmente diminuito) viene iscritto a consuntivo come residuo attivo (una sorta di credito della contabilità privata) da parte del comune e concorre alla determinazione del risultato di amministrazione.

### Residuo passivo
È una spesa impegnata (ovvero iscritta nel bilancio di previsione) ma non pagata nel corso dell'anno (richiama il concetto di debito della contabilità privata). Assieme ai residui attivi, concorre al calcolo del risultato di amministrazione.

#### Riscossione
È il momento in cui un'entrata accertata viene versata dal cittadino (o altro soggetto debitore) all'ente competente; quest'ultimo può anche non essere il Comune, che solamente in seguito riceve la somma di denaro spettante. In questo caso, alla riscossione segue il versamento.

### Riscossione di crediti
È la categoria 6 delle entrate derivanti da alienazioni, da trasferimenti di capitale e da riscossioni di crediti. È la sommatoria di tutti i crediti che il Comune riscuote nel corso dell'anno da parte di soggetto terzi a cui aveva precedentemente concesso di pagare in ritardo somme di denaro.

### Risultato di amministrazione
È l'equilibrio tra la ricchezza che l'ente comunale preleva in virtù dei suoi poteri sovraordinati (entrate) e la ricchezza impiegata per l'esercizio delle sue funzioni (spesa), al netto di eventuali residui passivi e residui attivi.

## S

### Spesa
È la somma di tutti gli stanziamenti che la Giunta e il Consiglio comunale hanno approvato per l'erogazione di servizi a favore dei cittadini, per il funzionamento dell'ente comunale e per la realizzazione di investimenti nel corso dell'esercizio. La spesa si divide in spesa corrente; spesa in conto capitale; spesa per rimborsi di prestiti; spesa per servizi per conto di terzi.

### Spesa corrente
È il titolo I della spesa; è la sommatoria di tutte le spese che il Comune sostiene per il funzionamento ordinario dell'ente, come la spesa per il personale, le utenze, l'acquisto di materiali di consumo (es: cancelleria) o l'utilizzo di beni terzi (es: affitto di immobili).

## T

### Tassa sui rifiuti (TARI)
È una tassa locale che viene pagata a fronte del servizio di raccolta e smaltimento di rifiuti da parte del Comune. Viene pagata dai cittadini in proporzione ai metri quadrati della propria abitazione di residenza (di proprietà o in affitto) o in proporzione ai metri quadrati dei locali adibiti ad attività commerciale (ad es. negozi).

### Tasse
È la categoria 2 delle Entrate tributarie. Si compone di tutte le entrate che i cittadini versano al Comune a titolo di pagamento per un servizio ricevuto, come la raccolta dei rifiuti. La tassa è, infatti, un tipo di tributo, costituita da una somma di denaro che un cittadino deve versare all'ente pubblico come corrispettivo per la prestazione a suo favore di un servizio pubblico.

### assa per l'occupazione degli spazi e delle aree pubbliche (TOSAP)
È la tassa che viene versata da coloro che, per qualsiasi ragione, necessitano di utilizzare uno spazio pubblico comunale per un certo periodo di tempo. Ad esempio, viene pagata dai venditori ambulanti nei mercati comunali o in caso di fiere e sagre o banchetti di raccolta firme.

### Trasferimenti
È uno degli interventi della spesa corrente. È il totale delle somme di denaro che il Comune versa, a vario titolo, a enti terzi, per promuovere attività nel proprio territorio. Ne sono un esempio, i patrocini o le sponsorizzazioni, oppure i versamenti effettuati per partecipare a consorzi con altri enti.

### Trasferimenti di capitali
È uno degli interventi della spesa in conto capitale. Include tutte le somme di denaro che il comune trasferisce ad altri enti per la realizzazione di opere pubbliche.

### Trasferimenti di capitali dallo Stato
È la categoria 2 delle entrate da vendite e trasferimenti di capitali. Include tutte le somme di denaro che lo Stato versa al Comune per aiutarlo nella realizzazione di opere pubbliche di lungo termine, quali infrastrutture o impianti sportivi e culturali.

### Trasferimenti di capitali dalla Regione
È la categoria 3 delle entrate da vendite e trasferimenti di capitali. Include tutte le somme di denaro che la Regione versa al Comune per aiutarlo nella realizzazione di opere pubbliche di lungo termine, quali infrastrutture o impianti sportivi e culturali.

### Trasferimenti di capitali da altri enti pubblici
È la categoria 4 delle entrate da vendite e trasferimenti di capitali. Include tutte le somme di denaro che altri enti pubblici, quali ad esempio le Province, versano al Comune per aiutarlo nella realizzazione di opere pubbliche di lungo termine, quali infrastrutture o impianti sportivi e culturali.

### Trasferimenti di capitali da altri soggetti
È la categoria 5 delle entrate da vendite e trasferimenti di capitali. È la sommatoria dei permessi di costruire e relative sanzioni (e di altri trasferimenti di capitali da parte di soggetti privati. Nei permessi di costruire e sanzioni sono inclusi tutti i pagamenti che i cittadini e le imprese di costruzione versano al Comune per ottenere l'autorizzare a costruire o a modificare in maniera sostanziale un edificio sul territorio comunale. A queste si sommano le relative sanzioni derivanti da ritardi nel pagamento, errori nella procedura oppure realizzazione di interventi diversi rispetto a quelli dichiarati nella richiesta del permesso. Per "Trasferimenti di capitale straordinari da altri soggetti", quali imprese o soggetti privati, si intende lasciti che sotto forma di donazione o per eredità conferiscono al Comune beni, sia immobili (case, fabbricati, terreni) che mobili (capitali, o altri oggetti).

### Tributo
È un prelievo coattivo di ricchezza da parte di un ente pubblico nei confronti di un cittadino. Per l'ordinamento italiano, i tributi si suddividono in tasse, imposte e contributi.

### T.U.E.L.
È il Testo Unico degli Enti Locali(decreto legislativo n. 267 del 18 agosto 2000) che coordina e stabilisce i principi e le disposizioni in materia di ordinamento degli enti locali italiani.

## U

### Utili netti delle aziende speciali e partecipate, dividendi di società
È la categoria 4 delle entrate extratributarie. Include tutti gli utili che il Comune realizza grazie alla partecipazione in aziende delle quali è socio in parte (aziende partecipate) o socio unico (aziende speciali).

### Utilizzo di beni di terzi
È uno degli interventi della spesa corrente. Include la spesa che il Comune sostiene per utilizzare beni (impianti di produzione, fabbricati, terreni, automobili) di proprietà di soggetti esterni all'ente comunale, dietro pagamento di un canone di affitto prestabilito.

### Utilizzo di beni di terzi per realizzazioni in economia
È uno degli interventi della spesa in conto capitale. È la spesa che il comune sostiene per utilizzare beni di proprietà di soggetti esterni all'ente comunale, dietro pagamento di un canone prestabilito, nel caso in cui l'ente intende organizzare opere pubbliche di lungo periodo, quali infrastrutture o immobili (edifici).

## V

### Versamento
È il momento in cui una somma di denaro prevista tra le entrate comunali viene effettivamente versata nelle casse comunali. Segue l'accertamento dell'entrata e può coincidere con la riscossione qualora il cittadino versi la somma di denaro direttamente all'ente comunale.

### Variazione di bilancio
Sono tutte le modifiche che possono subentrare nel bilancio comunale nel corso dell'anno. Sono di competenza del Consiglio comunale e possono essere approvate massimo entro il 30 novembre. Anche le variazioni di bilancio devono rispettare i vincoli imposti dagli equilibri.